# Llengües de Guyana
Les llengües de Guyana són multiples, però a més de llengües minoritàries i dialectes, hi predominen l'anglès i el crioll guyanès.

## Descripció
L'anglès és l'única llengua oficial de Guyana, que és l'únic país sud-americà amb aquest llengua oficial.
El crioll guyanès es parla àmpliament a Guyana.  És un crioll d'origen anglès amb sintaxi de llengües provinents de les tribus ameríndies i els esclaus provinents d'Àfrica e l'Índia durant l'època colonial
Alguns indo-guyanesos conserven i parlen l'hindustani de Guyana per raons culturals i religioses. El bhojpuri guyanès pot ser utilitzat per generacions majors, cançons populars o de manera limitada a casa, mentre que l'hindi estàndard s'utilitza en el servei religiós, l'escriptura i passivament a través del consum d'exportacions de pel·lícules hindi de l'Índia.
Una minoria de la població també parla una llengua amerinid, com ara llengües carib com macuxi, akawaio i waiwai; i llengües arawak com arauac (o lokono) i wapishana.

## Llengües estrangeres
A causa de la creixent presència d'immigrants cubans i veneçolans al país, el castellà es sent méssages sovint, sobretot a Georgetown i la regió de Barima-Waini. El portuguès per a molts hi és la segona llengua, particularment al sud del país, limítrof amb el Brasil. En la majoria de les escoles secundàries s'ensenya castellà, portuguès i francès.